# Mina del Molí
La Mina del Molí o Mina de Monterols és una mina d'aigua, o excavació feta per a recollir i conduir l'aigua, situada al terme de Reus, comarca del Baix Camp.
S'origina a la riera de Maspujols mol a prop d'aquell poble. Entra al terme de Reus per la part de ponent, travessa la partida de Monterols i fa cap a la Boca de la Mina. Se la va excavar per conduir cap a Reus les aigües subterrànies del terme de l'Aleixar comprades el 1607 per la universitat de la vila de Reus a la comtessa de Prades i duquessa de Cardona.
La construcció de la Mina, que la documentació del segle xviii anomena "Mina de l'Aleixar", va durar molts anys, ja que quan va haver de passar pel subsòl del terme de Riudoms hi va haver un plet amb aquell poble, i perquè va deixar-s'hi de treballar durant períodes llargs per manca de recursos. El 1693, vuitanta-tres anys després de comprada l'aigua, es va haver de fer un pressupost especial per ajudar a continuar les obres. Des d'aquella època sovint s'hi ha treballat per allargar-hi els braços.
Tot i el nom que porta, l'aigua no anava destinada en principi a fer anar els molins, que no es van construir fins a les darreries del segle xviii. Però va agafar aquest nom quan es va aprofitar l'aigua per fer-ho.